# Kościół Matki Bożej Częstochowskiej w Zielonce
Kościół Matki Bożej Częstochowskiej w Zielonce – rzymskokatolicki kościół parafialny należący do dekanatu zielonkowskiego diecezji warszawsko-praskiej.
Komitet Budowy kościoła został powołany w dniu 12 grudnia 1936 roku. W dniu 3 maja 1937 roku został poświęcony kamień węgielny. Plac pod świątynię został ofiarowany przez rodzinę Kulczyckich. Kościół został zaprojektowany przez Stanisława Borylskiego i Stanisława Kwiecińskiego. W dniu 29 czerwca 1938 roku zostały poświęcone: prezbiterium, zakrystia i kaplica przez kardynała Aleksandra Kakowskiego. W dniu 6 listopada 1939 roku została erygowana parafia Matki Bożej Częstochowskiej w Zielonce przez arcybiskupa Stanisława Galla. W czasie II wojny światowej budowa świątyni została wstrzymana, a kościół uległ częściowemu zniszczeniu. W latach 1947-1975 zbudowano trzy nawy. W latach 1975-1986 została wzniesiona wieża kościelna. W 1989 roku kardynał Józef Glemp konsekrował ołtarz - symbol wdzięczności za 50-lecie istnienia parafii. W dniu 30 października 1994 roku ordynariusz diecezji warszawsko-praskiej biskup Kazimierz Romaniuk konsekrował kościół.